# Гривз, Филип
Сэр Филип Мэрлоу Гривз (англ. Sir Philip Marlowe Greaves, род. 19 января 1931 года) — барбадосский политик, исполняющий обязанности генерал-губернатора Барбадоса с 1 июля 2017 года по 8 января 2018 года.
Один из соратников первого премьер-министра Барбадоса Эррола Бэрроу и основателей Демократической лейбористской партии. В 1966 году после получения Барбадосом независимости от Великобритании назначен первым министром внутренних дел новой страны. В последующих правительствах Бэрроу в 1971—1976 годах — министр строительства, земель, труда и национального страхования, в 1986—1987 годах — министр международного транспорта, телекоммуникаций и иммиграции. После смерти Бэрроу в 1987 году стал заместителем нового премьер-министра Ллойда Сэндифорда, а с поражением ДЛП на выборах 1994 года ушёл из политики.
После назначения Гривза исполняющим обязанности генерал-губернатора отмечалось, что на 2017 год он остаётся последним ныне здравствующим членом делегации, которая провела в 1966 году в Лондоне успешные переговоры о получении Барбадосом независимости.